# Samsung Galaxy Ace
Das Samsung Galaxy Ace GT-S5830 (Codename: Cooper) ist ein Smartphone der Galaxy-Serie von Samsung mit dem Betriebssystem Android. Es wurde von Samsung im Februar 2011 vorgestellt und veröffentlicht. Die wechselbare Rückseite aus Kunststoff ist in den Farben Schwarz, Lila und Weiß erhältlich, die Vorderseite dagegen nur in Schwarz. Von dem ursprünglichen Ace gibt es inzwischen mehrere Abwandlungen.

## Technik

### Display
Wie üblich wird das Gerät über ein kapazitives Display bedient. Der TFT-Bildschirm hat eine Diagonale von 8,89 cm (3,5 Zoll) bei einer Auflösung von 320 × 480 Pixeln.

### Kamera
Das Ace hat eine Rückkamera mit 5 Megapixel Auflösung und einen LED-Kamerablitz. Eine Frontkamera ist nicht eingebaut.
Die Kamera hat einen Autofokus und nimmt Fotos im Format von 2560 × 1920 Pixeln auf. Videos werden in einer Auflösung von 176×144, 320×240 bzw. 640×480 Pixeln gespeichert. Die Kamera hat auch eine Lächel- und Gesichtserkennung, auch die Standortbestimmung per (A)GPS für den Aufnahmeort des Fotos ist möglich. Einen Hardware-Button zum Auslösen hat das Ace allerdings nicht. Der Kontrast und die Helligkeit können im Kameramenü eingestellt werden. Unter anderem unterstützt die Kamera im Samsung Galaxy Ace einen zweifachen digitalen Zoom.

### Prozessor
Verbaut ist im normalen Galaxy Ace ein Qualcomm-MSM7227-Prozessor mit ARMv6-Architektur und einer Adreno-200-GPU.

## Abwandlungen
Neben dem Ace (GT-S 5830) gibt es noch das Ace I (GT-S 5830i), das Ace Duos mit Dual-SIM-Funktion und die Nachfolgemodelle Ace Plus, Ace 2, Ace 3 und Ace 4.

### Ace I
Das Samsung Galaxy Ace I (auch Cooper genannt) hat einen um 32 MHz schnelleren Prozessor als das „normale Ace“. Da es einen anderen Grafikchip, für welchen Broadcom oder Samsung die Treiber nicht veröffentlicht haben sowie einen anderen Prozessor hat, können keine Custom ROMs, welche für das Ace (ohne i) entwickelt werden, auf ihm laufen.

### Ace DUOS
Das Ace DUOS hat eine Dual-SIM-Funktion und eignet sich damit besser für Geschäftsleute, die zwei SIMs benutzen. Es ist vom technischen Niveau eine Mischung aus Ace i und Ace Plus. Der Arbeitsspeicher ist 512 MB groß. Der interne Speicher ist größer (512 MB) als beim Galaxy Ace.

### Ace Plus
Das Ace Plus (GT-S 7500) hat einen 1000-MHz-Prozessor und 512 MB RAM. Dazu hat das Ace Plus einen größeren internen Speicher, der 3 GB umfasst.

### Ace 2
Das Ace 2 hat einen größeren internen (1,2GB für Apps und 1,1GB interner Speicher) und Arbeitsspeicher (768 MB). Außerdem gibt es eine Variante, die mit NFC ausgestattet ist. Es hat einen Dual-Core-Prozessor mit 800 MHz Taktung pro Kern.

### Ace 3
Im Oktober 2013 von Samsung herausgebracht, ist das Ace 3 ein Mittelklassensmartphone mit einem 1,2-GHz-Dual-Core-Prozessor mit 1 GB Arbeitsspeicher und 8 GB internem Speicher, welcher per microSD erweiterbar ist. Es hat LTE, NFC und WiFi-Direct und ist mit der Samsung-TouchWiz-Oberfläche ausgestattet. Sein Betriebssystem ist Android 4.2.2.

### Ace 4
Das Ace 4 wird in einer LTE- und einer UMTS-Variante angeboten. Beide bieten ein 4,3 Zoll-Display mit einer Auflösung von 800×480 Pixel und einen Akku mit 1900 mAh Kapazität. Der interne Speicher beträgt 8 Gigabyte, die mit einer SD-Karte (XC, bis 64GB) erweitert werden können. Die Kamera löst mit 5 MP auf.
Das LTE-Modell verfügt über einen mit 1,2 GHz getakteten Vierkern-Prozessor und 1 Gigabyte RAM, die UMTS-Version über einen 1 GHz-Zweikern-Prozessor und 512 Megabyte RAM.

## Ace-Abwandlungen im Vergleich
| Name              | Ace       | Ace I      | Ace Duos      | Ace Plus    | Ace 2            | Ace 3                     | Ace 4                                          |
| ----------------- | --------- | ---------- | ------------- | ----------- | ---------------- | ------------------------- | ---------------------------------------------- |
| Release (UK)      | März 2011 | April 2011 | November 2011 | Januar 2012 | Mai 2012         | Oktober 2013              | Oktober 2014                                   |
| Display           | 3,5 Zoll  | 3,5 Zoll   | 3,5 Zoll      | 3,65 Zoll   | 3,8 Zoll         | 4 Zoll                    | 4,3 Zoll                                       |
| Auflösung         | 320×480px | 320×480px  | 320×480px     | 320×480px   | 480×800px        | 480×800px                 | 480×800px                                      |
| Höhe              | 112,5mm   | 112,5mm    | 113mm         | 115,3mm     | 118mm            | 121,2mm                   | 128,9mm                                        |
| Breite            | 60mm      | 60mm       | 61,5mm        | 62,5mm      | 62mm             | 62,7mm                    | 65,8mm                                         |
| Dicke             | 11,5mm    | 11,5mm     | 11,5mm        | 11,2mm      | 10,5mm           | 10 mm                     | 9,1mm                                          |
| Gewicht           | 113 g     | 113 g      | 122 g         | 115 g       | 118,5 g          | 119,5 g                   | 126 g                                          |
| Akku              | 1350 mAh  | 1350 mAh   | 1300 mAh      | 1300 mAh    | 1500 mAh         | 1800 mAh                  | 1900 mAh                                       |
| Prozessortakt     | 800 MHz   | 832 MHz    | 832 MHz       | 1 GHz       | 2×800 MHz        | 2×1,2 GHz                 | 4×1,2 GHz (LTE)                                |
| RAM               | 384 MB    | 384 MB     | 512 MB        | 512 MB      | 768 MB           | 1024 MB                   | 1024 MB (LTE)                                  |
| Interner Speicher | 512 MB    | 512 MB     | 3 GB          | 3 GB        | 4 GB             | 8 GB                      | 8 GB                                           |
| SD-Kartenslot     | Ja        | Ja         | Ja            | Ja          | Ja               | Ja                        | Ja (SDXC)                                      |
| Android-Version   | 2.2 & 2.3 |            |               | 2.3.6       | 4.1.2            | 4.2.2                     | 4.4                                            |
| Besonderes        | -         | -          | Dual-SIM      | -           | Variante mit NFC | LTE; HSDPA+; WiFi-Direct; | LTE; HSDPA+; WiFi-Direct; Super AMOLED-Display |